# تشاد كامبل (لاعب غولف)
تشاد كامبل (بالإنجليزية: Chad Campbell)‏ هو لاعب غولف أمريكي، ولد في 31 مايو 1974 في أندروز في الولايات المتحدة.

## وصلات خارجية
- تشاد كامبل على موقع رابطة لاعبي الغولف المحترفين (الإنجليزية)
- تشاد كامبل على موقع التصنيف العالمي الرسمي للغولف (الإنجليزية)